# Club Atlético Kimberley
Le Club Atletico Kimberley de Mar del Plata, appelé plus couramment CA Kimberley, est un club omnisports situé dans la ville balnéaire de Mar del Plata, dans la province de Buenos Aires en Argentine, et fondé le 6 juillet 1921.
Le club dispose de sections de football, basket-ball, natation, patinage, arts martiaux et tennis.

## Histoire

Premier blason du club

Deuxième blason du club

Le club est fondé le 6 juillet 1921. À sa création, il comporte une section de football qui est affiliée en 1924 à la Liga Marplatense de fútbol.

## Sections sportives

### Arts martiaux
Le karaté, le taekwondo, le kendo et le kung fu sont pratiqués.

### Basket-ball

Blason de l'école de basket-ball du club

Le club omnisports comporte une section de basket-ball.

### Football

#### Historique
Le club participe six fois au championnat argentin de première division en 1970, 1971, 1973, 1979, 1983 et 1984. Il joue en 2011 en Liga Marplatense de fútbol.
Le club est connu pour avoir prêté ses maillots (rayés verticalement vert et blanc) à l'équipe de France de football qui s'était présentée au match France-Hongrie avec un jeu de maillots de la même couleur (blanche) que ceux de son adversaire, lors de la Coupe du monde de football de 1978, en Argentine,.

#### Résultats sportifs et palmarès
- Vainqueur de la Liga Marplatense de fútbol (17) : 1933, 1934, 1936, 1947, 1962, 1969, 1970, 1978, 1982, 1983, 1986, 1991, 2000, 2011, 2016, 2019, 2022

### Natation

Blason du club de natation

Le club omnisports comporte une section de natation.